# Wang (apellido)

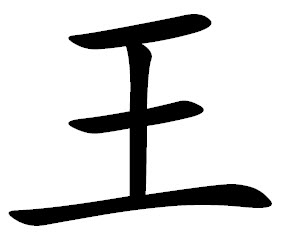
WANG en chino

Wang (en chino tradicional y simplificado, 王; pinyin, Wáng) es uno de los apellidos chinos más comunes y antiguos. Significa "Rey", a pesar de lo cual quienes poseen dicho apellido no tienen relación, en su mayoría, con líneas de realeza. Fuera de China también hay mucha gente que ostenta el apellido Wang, como en Corea.
Ya aparece en el octavo lugar en la famosa lista de nombres de la Dinastía Song. En 2007 resulta en primer lugar en el Sistema Nacional del Documento de Identificación Ciudadana (en chino, 中华人民共和国居民身份证).
El apellido adopta la forma Wong para la gente de Hong Kong y de Guangdong. Hay que señalar que Wong es actualmente la romanización cantonesa de tres apellidos comunes: Wang (chino: 王; pinyin: Wáng), Huang (chino: 黄; pinyin: Huáng) y Wang (chino: 汪; pinyin: Wāng), y de cuatro apellidos no frecuentes: 橫 (pinyin: Héng), 弘 (pinyin: Hóng), 閎 (pinyin: Hóng), y 宏 (pinyin: Hóng).
En Singapur y en Malasia aparece la variante Ong. La forma vietnamita es Vương, transcrita a veces como Vong.
- Datos: Q11573145
- Multimedia: Wang (surname) / Q11573145